# Wiadomości Fotograficzne
Wiadomości Fotograficzne – polski ilustrowany dwutygodnik o tematyce fotograficznej i tematyce związanej z fotografią, wydawany we Lwowie w latach 1903–1905.

## Historia
Wiadomości Fotograficzne były czasopismem (dwutygodnikiem) utworzonym staraniem ówczesnego Klubu Miłośników Sztuki Fotograficznej we Lwowie, nieco później przemianowanego na Lwowskie Towarzystwo Fotograficzne – w 1903 roku. Dwutygodnik był finansowany i wydawany przez Wiktora Wołczyńskiego, będącego jednocześnie redaktorem prowadzącym czasopisma (od początku istnienia dwutygodnika do lipca 1905 – zmarł 17 lipca 1905). Od sierpnia 1905 do końca istnienia Wiadomości Fotograficznych (grudzień 1905) – funkcję redaktora prowadzącego sprawował Józef Świtkowski. Wiadomości Fotograficzne były jednym z nielicznych polskich czasopism fotograficznych, wydawanych z nienaganną regularnością. 
Zawartość czasopisma stanowiły aktualne wiadomości fotograficzne – w dużej części wiadomości informujące o działalności Lwowskiego Towarzystwa Fotograficznego oraz ilustrowane artykuły o fotografii, estetyce w fotografii, artykuły poświęcone technice i chemii fotograficznej oraz opisy sprzętu fotograficznego (kamery, obiektywy). Do dwutygodnika dołączano wkładki – reprodukcje fotografii (na papierze kredowym) m.in. członków Lwowskiego Towarzystwa Fotograficznego (w dominującej tematyce krajobrazowej, krajoznawczej, portretowej). Wiele miejsca poświęcano reklamom związanym z fotografią.
Wiadomości Fotograficzne (przyznawane członkom Lwowskiego Towarzystwa Fotograficznego bezpłatnie)  był pierwszoplanowym, fundamentalnym źródłem informacji o stanie ówczesnej, lwowskiej fotografii. Od śmierci Wiktora Wołczyńskiego (17 lipca 1905) – Wiadomości Fotograficzne wydawano do końca 1905 roku, pod kierownictwem Józefa Świtkowskiego.